# Kerry Minnear

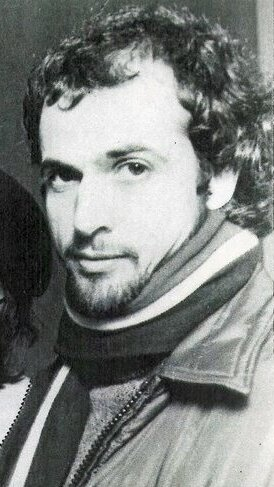
Kerry Minnear.

Kerry Churchill Minnear (nascido em 2 de janeiro de 1948, em Shaftesbury, Dorset, Inglaterra) é um multi-instrumentista de formação clássica com grau em composição pela Academia Real de Musica, que tocou na banda de rock progressivo Gentle Giant nos anos 1970. Além dos vocais, Minnear tocou teclados, vibrafone, violoncelo, marimba entre outros instrumentos. De técnica apurada, comparável a seus contemporâneos de bandas mais famosas, compôs peças extremamente intricadas e de difícil execução com ênfase na técnica do contraponto.